# یس (گروه موسیقی)
یس (به انگلیسی: Yes) یک گروه پراگرسیو راک انگلیسی است که در سال ۱۹۶۸ در لندن شکل گرفت. آن‌ها به‌عنوان یکی از اولین گروه‌هایی که به سبک پراگرسیو راک پرداختند شناخته می‌شوند. با وجود تغییرات متعدد در ترکیب نفرات‌شان، انشعاب‌هایی که در درون گروه پدید آمده و تغییر روند صنعت موسیقی پاپ، آن‌ها پس از ۴ دهه فعالیت همچنان اقتدارشان را به عنوان یک گروه بزرگ حفظ کرده‌اند.
یس در آثارشان آمیزه‌ای از تنظیم‌های سمفونیک و ساختارهای دیگر موسیقی کلاسیک با موسیقی راک منحصر به خودشان را ارائه می‌کنند که خلق تضادهای هوشمندانه، زمان طولانی ترانه‌ها، اشعار انتزاعی و نمایش سازها در بخش‌های بدون‌کلام از مشخصه‌های آن است.
تنها عضو ثابت گروه کریس سکویر (باسیست) است که به خاطر شیوهٔ نوازندگی ملودیک و نوآوری‌اش در به‌کارگیری افکت‌های الکترونیکی در سال‌های آغازین فعالیت‌اش شهرت دارد. یس همچنین به خاطر آواز کوک بالای خواننده‌اش جان اندرسون-در دههٔ ۷۰ میلادی-، گیتاریستهایی مانند پیتر بَنْکس، استیو هاو، ترور رابین، بیلی شِروود، نوازندگان کیبوردی همچون تونی کای، ریک ویکمن، پاتریک موراز، ژئوف داونز، ایگور خروشف و درامرهایی مانند بیل برافورد و اَلِن وایت مورد توجه بوده است.
آخرین ترکیب گروه در توری که در سال ۲۰۰۸ و ۲۰۰۹ برگزار کردند شامل کریس سکویر، استیو هاو و اَلِن وایت بود. بنوا دیوید به‌عنوان خواننده و الیور ویکمن به‌عنوان نوازندهٔ کیبورد، دیگر اعضای مشارکت‌کننده بودند.

## آلبوم‌ها

### استودیویی
| نام آلبوم                        | سال انتشار |
| -------------------------------- | ---------- |
| ۱. Yes                           | ۱۹۶۹       |
| ۲. Time and a Word               | ۱۹۷۰       |
| ۳. The Yes Album                 | ۱۹۷۱       |
| ۴. Fragile                       | ۱۹۷۱       |
| ۵. Close to the Edge             | ۱۹۷۲       |
| ۶. Tales from Topographic Oceans | ۱۹۷۳       |
| ۷. Relayer                       | ۱۹۷۴       |
| ۸. Going for the One             | ۱۹۷۷       |
| ۹. Tormato                       | ۱۹۷۸       |
| ۱۰. درام                         | ۱۹۸۰       |
| ۱۱. ۹۰۱۲۵                        | ۱۹۸۳       |
| ۱۲. Big Generator                | ۱۹۸۷       |
| ۱۳. Union                        | ۱۹۹۱       |
| ۱۴. Talk                         | ۱۹۹۴       |
| ۱۵. Keys to Ascension            | ۱۹۹۶       |
| ۱۶. Keys to Ascension ۲          | ۱۹۹۷       |
| ۱۷. Open Your Eyes               | ۱۹۹۷       |
| ۱۸. The Ladder                   | ۱۹۹۹       |
| ۱۹. Magnification                | ۲۰۰۱       |
| ۲۰. Fly From Here                | ۲۰۱۱       |
| ۲۱. Heaven & Earth               | ۲۰۱۴       |
| ۲۲. The Quest                    | ۲۰۲۱       |